# Saving Angelo
Saving Angelo es un cortometraje de Scott Kay de 2007 basado en hechos reales de un perro boxer blanco, que él y su familia rescataron en 2003. 
En enero de 2007, Kay presentó una demanda afirmando que el productor Conroy Kanter "injustamente exigía control creativo y los derechos de distribución" para la película.

## Elenco acreditado
| Actors/Actresses  | Role          |
| ----------------- | ------------- |
| Dominic Scott Kay | Danny         |
| Eric Close        | Dad           |
| Kevin Bacon       | Brent         |
| Julie Gonzalo     | Recepcionista |
| Dana Barron       | Madre         |
| Conroy Kanter     | Veterinario 1 |
| Christopher Close | Veterinario 2 |
| Scott Kay         | Bombero       |
| Ryan King         |               |
| Kuma (perro)      | Angelo        |